# Matra MS11

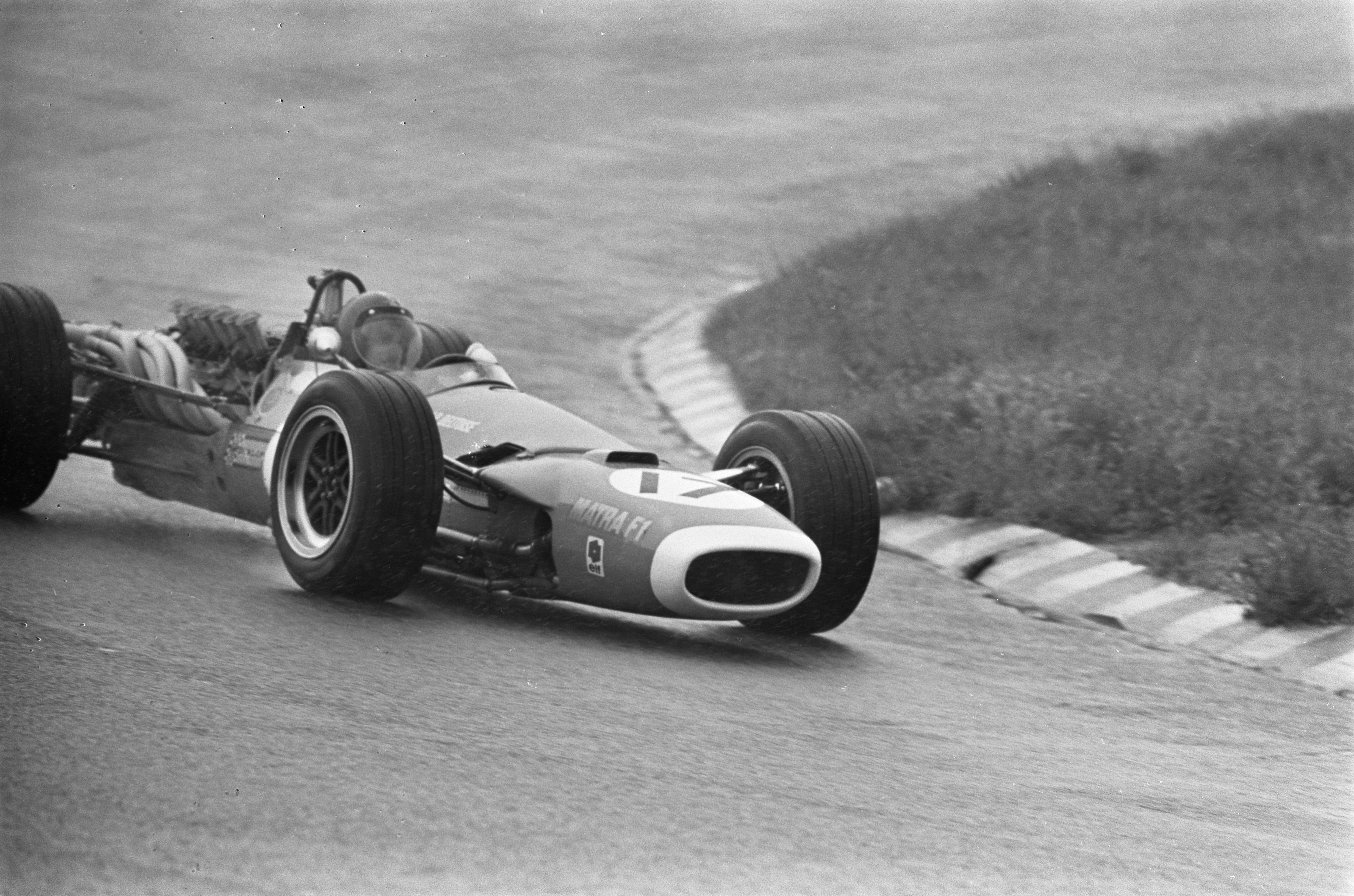
Jean-Piere Beltoise im Matra MS11 beim Großen Preis der Niederlande 1968

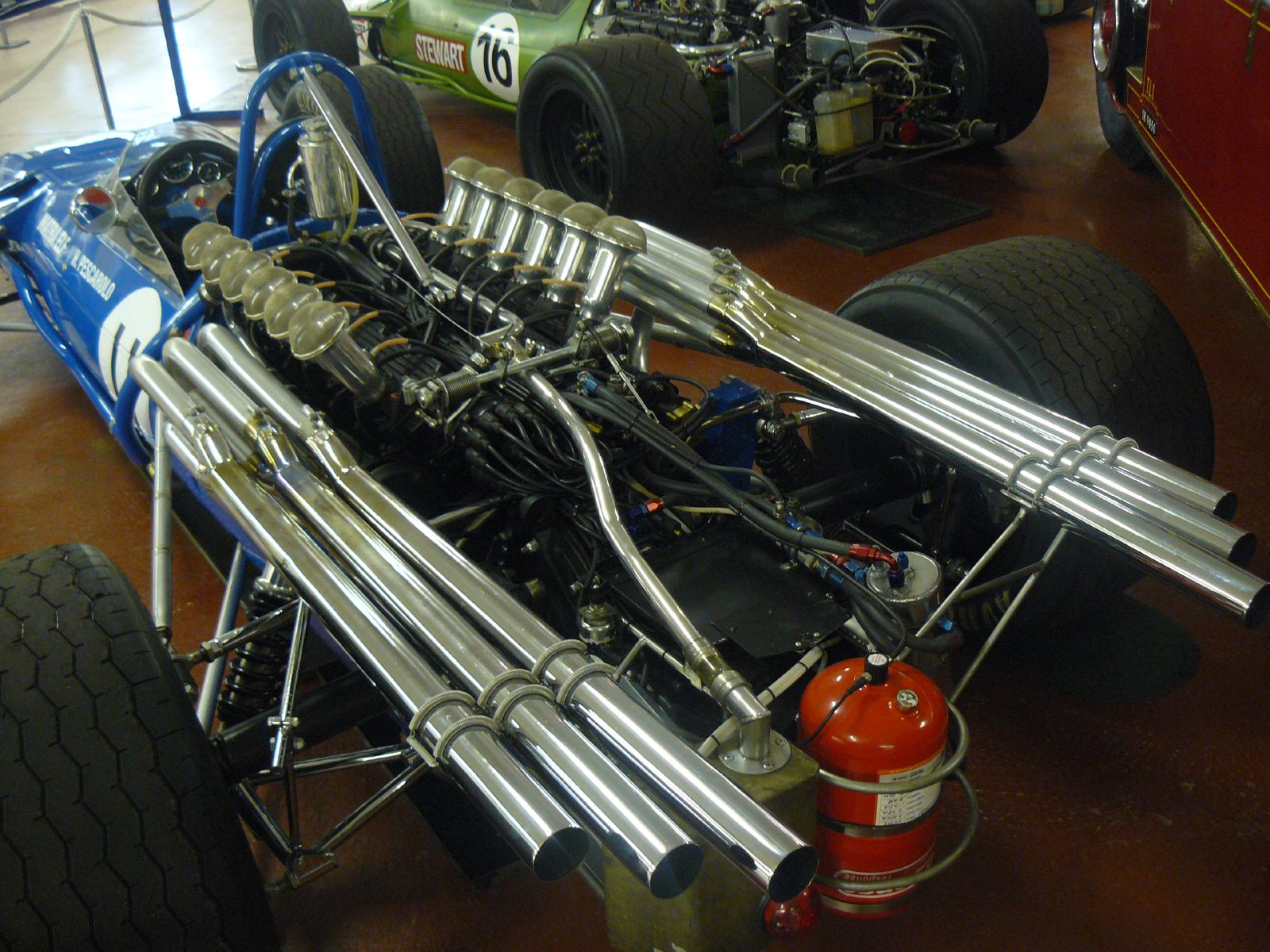
12-Zylinder-Motor von Matra im MS11

Der Matra MS11 war ein Formel-1-Rennwagen, entwickelt und gebaut von Matra 1968.
Parallel zum Matra MS10, der für die Tyrrell Racing Organisation gebaut wurde, entwickelte Matra 1968 einen zweiten Formel-1-Rennwagen, der den hauseigenen Zwölfzylindermotor aufnehmen sollte.
Der MS11, auch als Matra-Matra bezeichnet, wurde 1968 vom Matra-Werksteam eingesetzt.
Der Zwölfzylinder-60-Grad-V-Motor leistete knapp 390 PS (287 kW) und hatte damit weniger Leistung als die Achtzylinder-Motoren von Cosworth des MS10. Die sechs Auspuffrohre erzeugten aber einen gnadenlosen Lärm und machten den MS11 zum lautesten Wagen der 1968er-Formel-1-Rennwagen-Generation. Da der Motor beim MS11 kein mittragendes Teil war, wurden Kantenprofile bis hinter das Cockpit als Verstärkungen eingebaut. Das sorgte für zusätzliches Gewicht und mit dem Zwölfzylindermotor im Heck war der MS11 um einiges schwerer als der MS10.
Das erste Rennen für den MS11 war der Große Preis von Monaco 1968. Während der an Tyrrell „ausgeborgte“ Johnny Servoz-Gavin – Tyrrell-Stammfahrer Jackie Stewart war nach einem schweren Unfall beim Großen Preis von Belgien nicht am Start – das Rennen mit dem MS10 sogar kurzzeitig anführte, musste Jean-Pierre Beltoise den MS11 bald mit einem kapitalen Motorschaden abstellen. Beltoise schaffte mit dem zweiten Rang beim Rennen in den Niederlanden hinter Stewart, der den MS10 von Tyrrell fuhr, die beste Platzierung für den MS11. Beim Windschattenrennen in Monza gab es noch einen fünften Rang, wieder mit Beltoise am Steuer. Der zweite Werksfahrer Henri Pescarolo kam während der ganzen Saison nicht in die Punkteränge. Ende 1968 wurden die Werksaktivitäten von Matra für ein Jahr eingestellt und das Feld Ken Tyrrell überlassen, der mit dem MS80 Fahrer- und Herstellerweltmeisterschaft (Constructors' Championship) gewann.